# Szczedrzyk
Szczedrzyk [ˈʂt͡ʂɛdʐɨk] (deutsch Sczedrzik, 1934–1945 Hitlersee) ist eine Ortschaft in Oberschlesien. Szczedrzyk liegt in der Gmina Ozimek im Powiat Opolski in der polnischen Woiwodschaft Opole.

## Geographie

### Geographische Lage
Das Angerdorf Szczedrzyk liegt sechs Kilometer nordwestlich vom Gemeindesitz Ozimek und 16 Kilometer östlich von der Kreisstadt und Woiwodschaftshauptstadt Opole. Nördlich von Szczedrzyk liegt der Turawa-See.

### Nachbarorte
Nachbarorte von Szczedrzyk sind im Westen Tempelhof (poln. Niwki), im Nordwesten Groß Kottorz (poln. Kotórz Wielki) und Turawa, im Osten Jedlice, im Südosten Antoniów (dt. Antonia) und Pustków und im Südwesten Dembiohammer (poln. Dębska Kuźnia).

## Geschichte

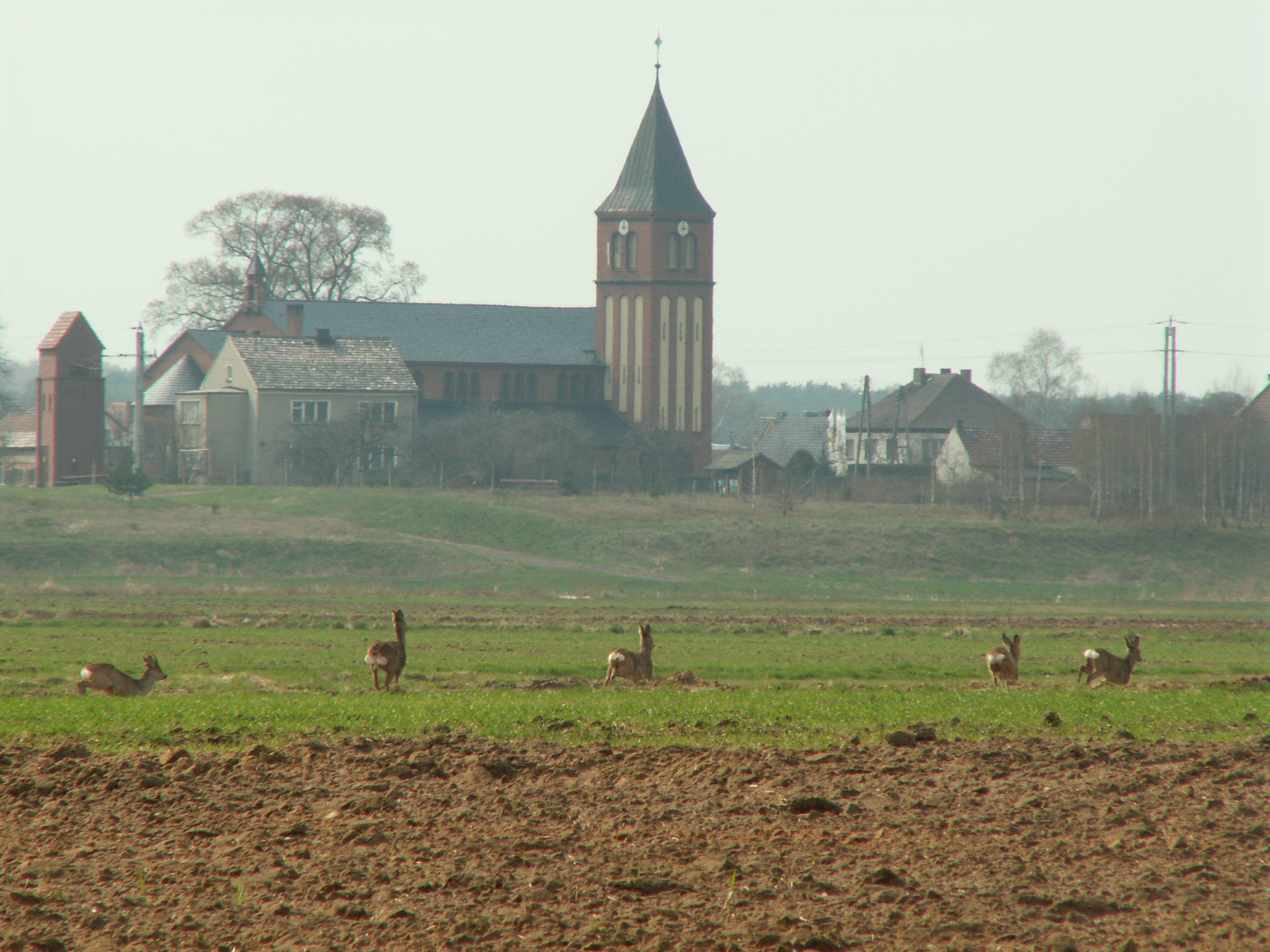
Blick auf Szczedrzyk mit der St.-Nikolaus-Kirche

Der Ort wurde im Liber fundationis episcopatus Vratislaviensis erstmals urkundlich als „Scedricz“ erwähnt. Dieser wurde zwischen 1295 und 1305 verfasst. 1400 wurde das Dorf als „Scedrzikh“ erwähnt. 1532 wurde der Ort wiederum als „Stedryk“ und 1644 als „Zrzendrzik“ erwähnt.
1742 fiel Krascheow mit dem Großteil Schlesiens an Preußen. Am 7. August 1763 brannte die Dorfkirche mit sämtlichen Urkunden und Dokumenten nieder.
Nach der Neuorganisation der Provinz Schlesien gehörte die Landgemeinde Sczedrzik ab 1816 zum Landkreis Oppeln im Regierungsbezirk Oppeln. 1845 bestanden im Dorf eine katholische Pfarrkirche, eine katholische Schule, eine Unterförsterei und 124 Häuser. Im gleichen Jahr lebten in Sczedrzik 1069 Menschen, davon neun evangelisch. 1865 hatte die Gemeinde Sczedrzik 35 Bauern, 22 Gärtner, elf Ackerhäusler, 96 Angerhäusler und 28 Einlieger. Ferner gab es drei Wassermühlen, ein königliches Forsthaus und zwei Gaststätten. Zu diesem Zeitpunkt zählte die Schule 232 Schüler und die katholische Kirche zählte 6347 Gemeindemitglieder. Zu Sczedrzik gehörten damals auch die Orte Pustkow, Zamoscie, Nalug, Krysline und Podborze. 1874 wurde der Amtsbezirk Sczedrzik gegründet, welcher aus den Landgemeinden Biestrzinnik, Sczedrzik und Tempelhof und dem Gutsbezirk Dembio bestand. 1899 begannen die Bauarbeiten an der neuen katholischen Kirche, die die alte Schrotholzkirche ersetzte. Am 20. Mai 1905 wurde das Gotteshaus durch Kardinal Georg von Kopp geweiht.
Bei der Volksabstimmung in Oberschlesien am 20. März 1921 stimmten 339 Wahlberechtigte für einen Verbleib bei Deutschland und 776 für die Zugehörigkeit zum neugegründeten Polen. Sczedrzik verblieb beim Deutschen Reich. 1933 lebten im Ort 2100 Einwohner. Im selben Jahr begannen die Arbeiten für den Turawa-Stausee nördlich des Dorfes. Für diesen wurden Teile der Felder von Sczedrzik geflutet. Am 18. Juli 1934 wurde der Ort nach Adolf Hitler in Hitlersee umbenannt. 1939 hatte Hitlersee 1756 Einwohner und gehörte bis 1945 zum Landkreis Oppeln.
1945 kam der bisher deutsche Ort unter polnische Verwaltung und wurde der Woiwodschaft Schlesien angeschlossen und in Szczedrzyk umbenannt. 1950 kam der Ort zur Woiwodschaft Opole und seit 1999 gehört er zum wiedergegründeten Powiat Opolski. 2005 hatte der Ort etwa 1550 Einwohner. Bei einer Bürgerbefragung in der Gemeinde Ozimek stimmten die Bewohner des Ortes 2011 für eine Einführung des deutschen Ortsnamens. Der Gemeinderat lehnte dies 2013 jedoch ab.

## Sehenswürdigkeiten und Denkmale
- Die römisch-katholische St.-Nikolaus-Kirche wurde zwischen 1899 und 1900 im neoromanischen Stil erbaut. Der steinerne Kirchenbau ersetzt den Vorgängerbau aus Schrotholz. Am 20. Mai 1905 wurde das Gotteshaus durch Kardinal Georg von Kopp geweiht. An der Nordseite befinden sich noch erhaltenen Gedenksteine des ehemaligen Friedhofs.
- Südlich der Kirche befindet sich das Gefallenendenkmal, welches zu Beginn der 1930er Jahre erbaut wurde. Es besteht aus einer Stele, die von einer Figur des Erzengels Michael oder des heiligen Georgs gekrönt wird, der auf einem Pferd reitet und mit einem Drachen kämpft. Sie war ursprünglich den Gefallenen des Ersten Weltkriegs gewidmet. In den 1990er Jahren wurde sie um die Gefallenen und Vermissten des Zweiten Weltkriegs ergänzt sowie um die Namen der 1945 ermordeten Einwohner. Das Denkmal wurde 1991 wieder Instand gesetzt.[8]
- Nördlich des Dorfes befindet sich der Turawa-Stausee, welcher als Naherholungsgebiet dient.
- Wegkreuze an der Kreuzung ul. Jedlicka und ul. Ozimska
- Wegekreuz am 1-maja-Platz
- Wegekreuz an der ul. Rybacka
- Wegekreuz an der ul. Daniecka
- Kapelle

## Vereine
- Deutscher Freundschaftskreis[9]
- Fußballverein KS Szczedrzyk
- Freiwillige Feuerwehr OSP Szczedrzyk

## In Szczedrzyk  geborene Persönlichkeiten
- Josef Bzdok (1938–2019), deutscher Metallgestalter